# بول أباسولو
بول أباسولو أمانتيجي (بالإسبانية: Paúl Abasolo)؛ (تلفظ بالإسبانية: ‎/pawl aβaˈsolo amanˈtexi/‏) هو لاعب كرة قدم إسباني من مواليد 29 يونيو 1984 دورانغو، بسكاية، لعب في مركز مهاجم لنادي ريال يونيون، استأنف مسيرته مع أندية دوري الدرجة الثالثة.

## إدانة
أدين بالاعتداء الجنسي في يوليو 2010 لمهاجمته ثلاث شابات. تم العفو عنه في النهاية من قبل حكومة إسبانيا، لكن بسبب هذه القضية مُنع من التعاقد مع ناديه السابق أتلتيك بيلباو.

## روابط خارجية
- بول أباسولو على موقع قاعدة بيانات كرة القدم.إي يو (الإنجليزية)
- بول أباسولو على موقع Soccerway.com (الإنجليزية)